# 쓰루미구 (요코하마시)
쓰루미구(일본어: 鶴見区 쓰루미쿠[*])는 일본 가나가와현 요코하마시를 구성하는 18개 구 중 하나이다.

## 지리
요코하마시의 북동쪽 해안에 위치한다. 서쪽으로 가나가와구, 고호쿠구와 접하고 북쪽과 동쪽으로 가와사키시 가와사키구 사이와이구와 접한다.

## 교통

### 철도
- 게이큐 본선
- 게이힌 도호쿠선
- 난부선
- 쓰루미선

### 도로
- 수도고속도로
- 국도 1호선
- 국도 15호선

## 공업
- 모리나가 제과 쓰루미 공장
  - 모리나가 제과 연구소 (쓰루미 공장 내)